# Pierre Tricard-Graveron
Pierre Tricard-Graveron est un homme politique français né le 18 juillet 1901 à Saint-Malo (France) et décédé le 20 octobre 1958 à Paris.
Président de l'Union de la jeunesse républicaine démocratique (UJRD) en 1921.
Député de Lot-et-Garonne de 1928 à 1932, membre du groupe des Républicains de gauche.
Sous-secrétaire d'État à l'Éducation Physique du 23 décembre 1930 au 27 janvier 1931 dans le gouvernement Théodore Steeg.
Officier de la Légion d'honneur en 1953.

## Sources
- « Pierre Tricard-Graveron », dans le Dictionnaire des parlementaires français (1889-1940), sous la direction de Jean Jolly, PUF, 1960 [détail de l’édition]